# 경도신문
경도신문(京都日報)은 대한민국 인천, 경기 지역의 일간지이며 인터넷신문 경도신문도 발행하고 있다. 신문의 이름 경도(京都)는 수도 서울을 뜻하며, 수도권의 소식을 담은 신문의 의미를 지니고 있다.

## 연혁
경도신문의 법인은 ㈜경도일보로, 1995년 창립됐다. 1995년 8월 25일부터 경도일보라는 제호로 발행돼 오다가, 1996년 8월 14일 경도신문으로 제호를 변경했다.

## 구성
지면은 총 12쪽으로 종합, 정치, 경제, 피플, 특집, 경기1~2, 사회, 스포츠면으로 구성되어 있다.

## 보급
경도신문이 보급되고 있는 지역은 인천광역시, 경기도 구리시, 포천시, 이천시, 고양시, 안산시, 화성시, 용인시, 평택시, 수원시, 부천시, 성남시 등 31개 도시이다.